# 四書集注
- 四書集注
- 四書集註

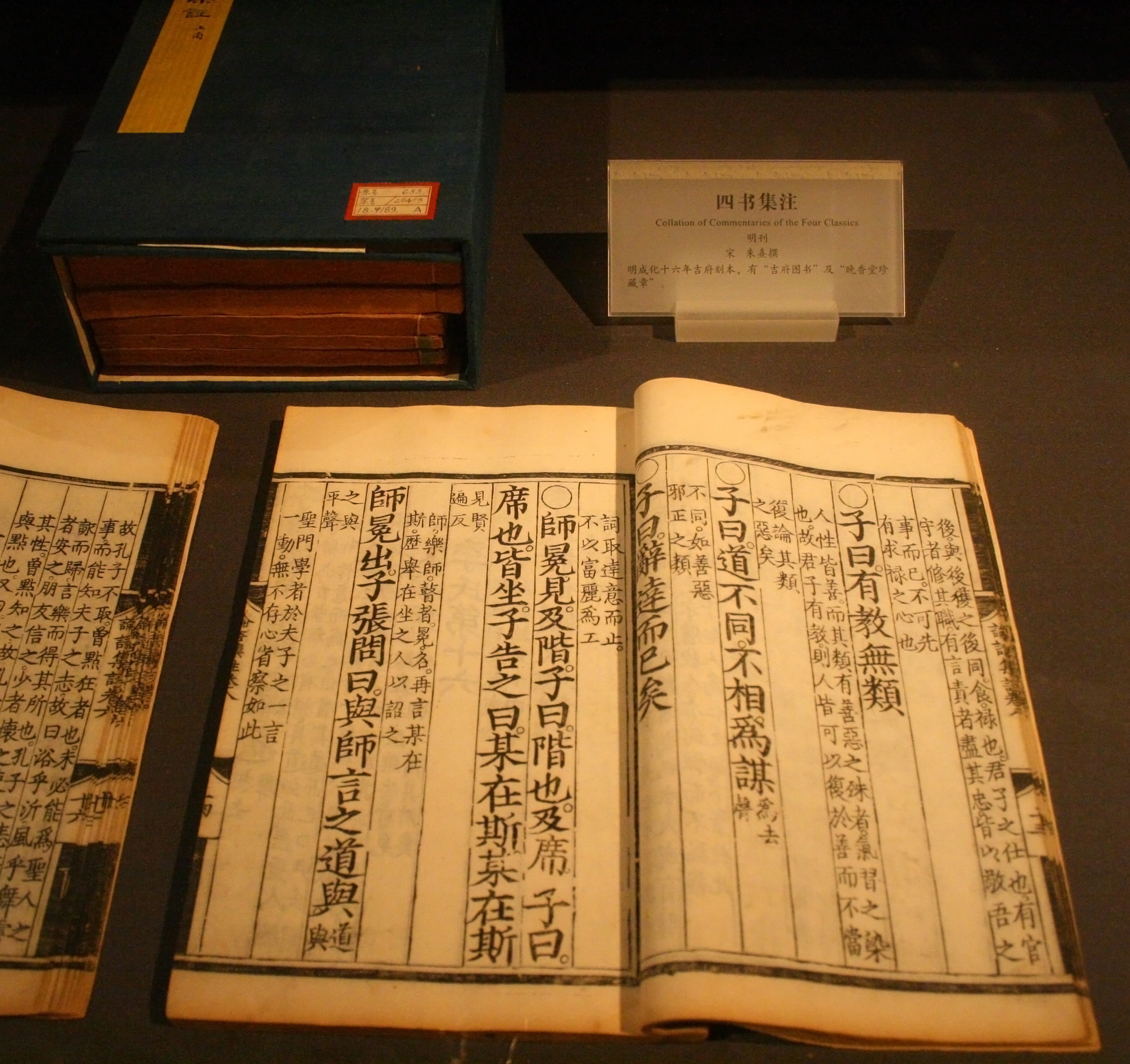
四書集注

『四書集注』（ししょしっちゅう）は、南宋の儒学者朱熹の主著。「四書」の注釈書。宋代の諸注釈を継承しつつ、さらに朱熹自身の注釈を加えた『大学章句』『中庸章句』『論語集注』『孟子集注』の4編からなる。朱子学の基本文献であり、宋代以降の中国近世社会でもっとも広く読まれた書とも評価される。『四書章句集注』（ししょしょうくしっちゅう）とも。

## 概要
南宋の儒学者である朱熹は、「五経」への階梯として、孔子に始まり孟子へと続く道が伝えられていると考え、「四書」（『大学』『中庸』『論語』『孟子』）を重視した。朱熹は「四書」それぞれに注釈書を著し、これが『四書集注』と総称される。 元において朱子学が国教化（延祐2年〈1315年〉科挙の標準解釈に採用）されて以降、朝鮮・ベトナム・日本など東アジアで広く受容された。ただし、元朝において朱熹の注釈が科挙に採用されたことは、学問に著しい功利性を生じさせ、元来の朱子学の形骸化を招いたとも言える。

## 日本語訳
- 『四書集注』（上・下）、原田種成他注解、「朱子學大系 第七・八巻」明徳出版社、1974年

上：論語集注、大學章句
下：中庸章句、孟子集注